# Запорожченко, Олег Гаврилович
Олег Гавриилович Запорожченко (род. 18 ноября 1939, ст. Некрасовская, Краснодарский край) — советский и российский спортсмен. Почётный мастер спорта СССР, заслуженный тренер СССР, заслуженный тренер Российской Федерации, тренер олимпийской сборной России по прыжкам на батуте.

## Биография
Родился 18 ноября 1939 года в станице Некрасовской Краснодарского края. В 1949 году с семьёй переехал в Ейск. Окончил 7 классов средней школы № 9, затем проходил обучение в Ейском педагогическом училище им. И. М. Поддубного. В 1958 году окончил училище и вскоре был призван в армию. После демобилизации поступил на факультет физического воспитания Краснодарского педагогического института, который окончил в 1965 году.
С 1954 года занимался спортивной акробатикой. Выступал в составе четвёрки акробатов Виктор Нарыков, Виталий Дубко, Николай Абаджан, Олег Запорожченко. Стал трёхкратным призёром чемпионатов РСФСР. С 1966 работал тренером по акробатике в Ейском педагогическом училище на отделении физического воспитания. В 1973—1985 годах — тренер в Афипской ДСШ. С 1985 года — тренер в Ейской СДЮШОР № 2. Среди воспитанников Запорожченко российские прыгуны на батуте Дмитрий Ушаков, Александр Русаков, Никита Федоренко, Андрей Горняк, Ирина Кундиус, Игорь Надточий и другие. Запорожченко был первым тренером советского акробата Василия Мачуги.

## Семья
Жена и дети Олега Запорожченко также являются тренерами по прыжкам на батуте и работают вместе с ним:
- Жена — заслуженный тренер Российской Федерации Лидия Николаевна Запорожченко[2].
- Сын — заслуженный тренер Российской Федерации Олег Олегович Запорожченко[2].
- Дочь — Ольга Олеговна Запорожченко[2]. Её муж — чемпион мира и Европы Александр Русаков[4].

## Награды и звания
Герой труда Кубани
- Почётный мастер спорта СССР[1]
- Заслуженный тренер СССР[1]
- Заслуженный тренер Российской Федерации[1]
- Медаль ордена «За заслуги перед Отечеством» II степени[1]
- Почётный знак «За заслуги в развитии олимпийского движения в России»[2]
- Премия И. М. Поддубного[1]
- Почётный гражданин Ейского района[1]
- Почётный гражданин города Ейска[1]